# Ванеса Паради
Ванеса Паради (фр. Vanessa Paradis; Сен Мор де Фосе, 22. децембар 1972) је француска певачица, глумица и модел.
Кад је имала 14 година, стекла је светски успех са синглом Joe le taxi (Таксиста Џо), која је њена најпознатија песма. Године 1991, Паради је постала модел компаније Шанел. Од 1998. до 2012. била је у вези са познатим америчким глумцем Џонијем Депом. Са њим има двоје деце, Лили Роуз Мелоди Деп (енгл. Lily-Rose Melody Depp) рођене 27. маја 1999. и Џона Кристофера Депа III (енгл. John Christopher Depp III) рођеног 9. априла 2002.
Током каријере сарађивала је са музичаром Ленијем Кравицом, и једно време су се забављали. Глумила је у филмовима Девојка на мосту и Срцоломац. Ванесина млађа сестра Алисон Паради је француска глумица. До данас је објавила седам студијских албума.

## Биографија
Ванеса Паради је рођена 22. децембра 1972. године у Сен Мор де Фосеу. Детињство проводи у Вилије сир Марн са својом родитељима, Андресом (1943—2017, сликар који је радио за Дизниленд Париз), његове супруге Корин и сестре Алисон која је такође постала глумица. Као дете волела је плесати и свирати пијано. Стидљива ученица са добрим оценама у школи, одлучује да упише школу комедије.  Била је једна од најпознатијих адолесцента након снимања песме Joe le taxi (Таксиста Џо).

## Дискографија
Албуми
- 1988: M&J
- 1990: Variations sur le même t'aime
- 1992: Vanessa Paradis
- 2000: Bliss
- 2007: Divinidylle
- 2013: Love Songs
- 2018: Les sources
- 2018: Les sources

## Компилације уживо
- 1994 : Vanessa Paradis Live
- 2001 : Vanessa Paradis au Zénith
- 2004 : Atomik Circus
- 2008 : Divinidylle Tour
- 2009 : Best of
- 2010 : Une nuit à Versailles
- 2011 : Un monstre à Paris
- 2014 : Love Songs Tour
- 2019 : Best of & Variations

## Турнеје
- 1993 : Natural High Tour
- 2001 : Bliss Tour
- 2007 : Divinidylle Tour
- 2010 : Tournée acoustique
- 2013 : Love Songs Tour
- 2019 : Tournée les source

## Ордени
- Национални орден Легије части[14]
- Орден уметности и писма[15]

## Номинације
- 1987 : Музичка победа: Певачица године[16]
- 1987 : Музичка победа: Песма године Joe le taxi
- 1988 : Музичка победа: Певачица године[17]
- 1990 : Музичка победа: Спот године
- 1991 : Музичка победа: Певачица године и најбоља интерпретација[18]
- 1993 : Музичка победа: Певачица године и најбоља интерпретација[18]
- 2000 : Цезар за најбољу глимицу филма Девојка на мосту
- 2001 : NRJ Music Awards за албум године
- 2008 : NRJ Music Awards за албум године
- 2008 : NRJ Music Awards за песму године „Dès que j'te vois”
- 2008 : Златни трофеј жена за најбољи спектакл
- 2008 : Глоб од кристала за најбољу интерпретацију
- 2011  :Глоб од кристала за најбољу женску интерпретацију
- 2011 : Музичка победа: Певачица године и најбоља интерпретација
- 2012 : Vancouver Film Critics Circle за најбољу глумицу у филму Café de Flore
- 2014 : Глоб од кристала за најбољу женску интерпретацију
- 2017 : Uk music video awards, категорија: најбољи музички клип  "Did you really say no" у дуету са Орен Лави